# 杵淵直都
杵淵 直都（きねぶち なおと、1890年9月7日 - 1964年10月6日）は、日本のピアノ調律師である。

## 人物
1890年、長野県埴科郡松代町(現・長野市)に生まれる。
共益商社の研修生として日本楽器製造で技術を学び、NHK、宮内省、各ホールなどでコンサートチューナーとして活躍するなど、大正時代から昭和初期にかけて評価が高かったピアノ調律師の一人。
1930年に誕生した全国ピアノ技術者協会の創設時の中心人物の一人でもあり、発足時には広田米太郎、中谷孝男らと常任委員に名を連ねる。